# Solbergadalen
Solbergadalen är ett naturreservat i Hofors kommun i Gävleborgs län.
Området är naturskyddat sedan 1996 och är 29 hektar stort. Reservatet består av gammal granskog och i en dalgång kring en bäck finns det björkskog.